# Brendan Eich
Brendan Eich es un programador estadounidense conocido por inventar el lenguaje de programación JavaScript, así como el navegador Brave.

## Biografía
Brendan Eich recibió su Bachiller en matemáticas y ciencias de la computación en la Universidad de Santa Clara. Recibió su maestría en 1986 de la Universidad de Illinois en Urbana-Champaign.
Eich comenzó su carrera en Silicon Graphics, trabajando por siete años en el sistema operativo y código de la red.
Luego trabajó por tres años en MicroUnity Systems Engineering escribiendo el micronúcleo y el código de DSP, y en hacer el primer port de GCC para la MIPS R4000.
Tras trabajar en Silicon Graphics, pasó por varias empresas hasta llegar a Netscape Communications Corporation en
abril de 1995, trabajando en el desarrollo del lenguaje JavaScript (originalmente llamado Mocha, luego denominado LiveScript) para el navegador web Netscape Navigator. A principios de 1998 ayudó a fundar la Fundación Mozilla, sirviendo como principal arquitecto. Cuando AOL cerró la unidad del navegador Netscape en julio de 2003, Eich ayudó a hacer girar a la Fundación Mozilla.
El 24 de marzo de 2014 Eich fue ascendido a CEO de la Corporación Mozilla. Gary Kovacs, John Lilly y Ellen Siminoff dimitieron de la junta directiva de Mozilla por la elección, expresando desacuerdos con la estrategia de Eich y su deseo de tener un CEO con experiencia en la industria del móvil. Algunos empleados de la Fundación Mozilla (una organización separada de la Corporación) tuitearon que debía dimitir, haciendo referencia a las donaciones de Eich por valor de 1000 dólares estadounidenses a la Proposición 8 de California, que prohibía el matrimonio entre personas del mismo sexo, antes de ser derogada en 2013, cuando fue declarada inconstitucional y pudieron reanudarse los casamientos. Eich se reafirmó en su decisión de financiar la campaña, pero escribió en su blog que lamentaba haber "causado daño" y se comprometía a promover la igualdad en Mozilla. El sitio de citas en línea OkCupid automáticamente reprodujo un mensaje a las personas usuarias de Firefox con información sobre la donación de Eich y sugería que utilizaran otro navegador (aunque les permitía continuar con Firefox si así lo deseaban). El 3 de abril de 2014 Eich dimitió como CEO de Mozilla y abandonó la organización, citando su incapacidad para "ser un líder efectivo en las presentes circunstancias". Desde finales de 2015 es el CEO de Brave (navegador web).